# Vizhái
Vizhái (en ruso: Вижай es un posiólok perteneciente al óblast de Sverdlovsk, en Rusia. Con una población de 5649 habitantes en septiembre de 2012. La ciudad es famosa por ser la zona de salida de varias expediciones hacia las montañas cercanas de Otorten o Kholat Syakhl.

## Historia
La ciudad de Vizhái se creó cuando unos alpinistas rusos levantaron un campamento base para escalar el pico Otorten, pero debido a las malas condiciones climatológicas y los varios intentos de escalarlo, se quedaron en la aldea. Cortaron los árboles cercanos de la zona y construyeron unas cabañas de madera que hoy todavía perduran. La ciudad, que quedaba incomunicada en invierno, fue asfaltada en 1942 y a partir de 1945, se hizo popular como área para escalar las montañas que rodeaban la población. 
Cerca de la ciudad se halla un laboratorio de armas químicas que empleaban los militares soviéticos. Gran parte de los habitantes de Vizhái trabajaban en este recinto hasta que se cerró en 1960 y fue trasladado a la ciudad de Ekaterimburgo, ya que estaba mejor comunicada.
En 1959, nueve excursionistas rusos se propusieron escalar el pico Otorten, pero debido al mal tiempo, pararon en Jolat Siajl y en la madrugada del 1 de febrero, algo les hizo huir de la tienda de campaña. Fueron hallados cinco de ellos días después, todos muertos, y en mayo de ese mismo año, se encontraron los cuatro restantes. El único superviviente, Yuri Yudin, se había tenido que quedar en Vizhai por estar enfermo y por molestias en la espalda. A este caso se lo denominó incidente del paso Diátlov.

## Geografía
La ciudad de Vizhái se encuentra a orillas del río Beriózovaya, y uno de sus afluentes, llamado también Vizhái, baña la zona cercana de la aldea. Se eleva a más de 1.100 metros sobre el nivel del mar, siendo la ciudad del óblast más alta. Al suroeste se hallan las montañas de Gora-Otorten o simplemente Otorten, el monte Jolat Siajl y el pico Kholat Syakhl. Al sureste se encuentran tres lagos que se forman gracias al deshielo primaveral de las montañas próximas, y desde donde se extrae agua para la localidad. 